# Hermann Grab

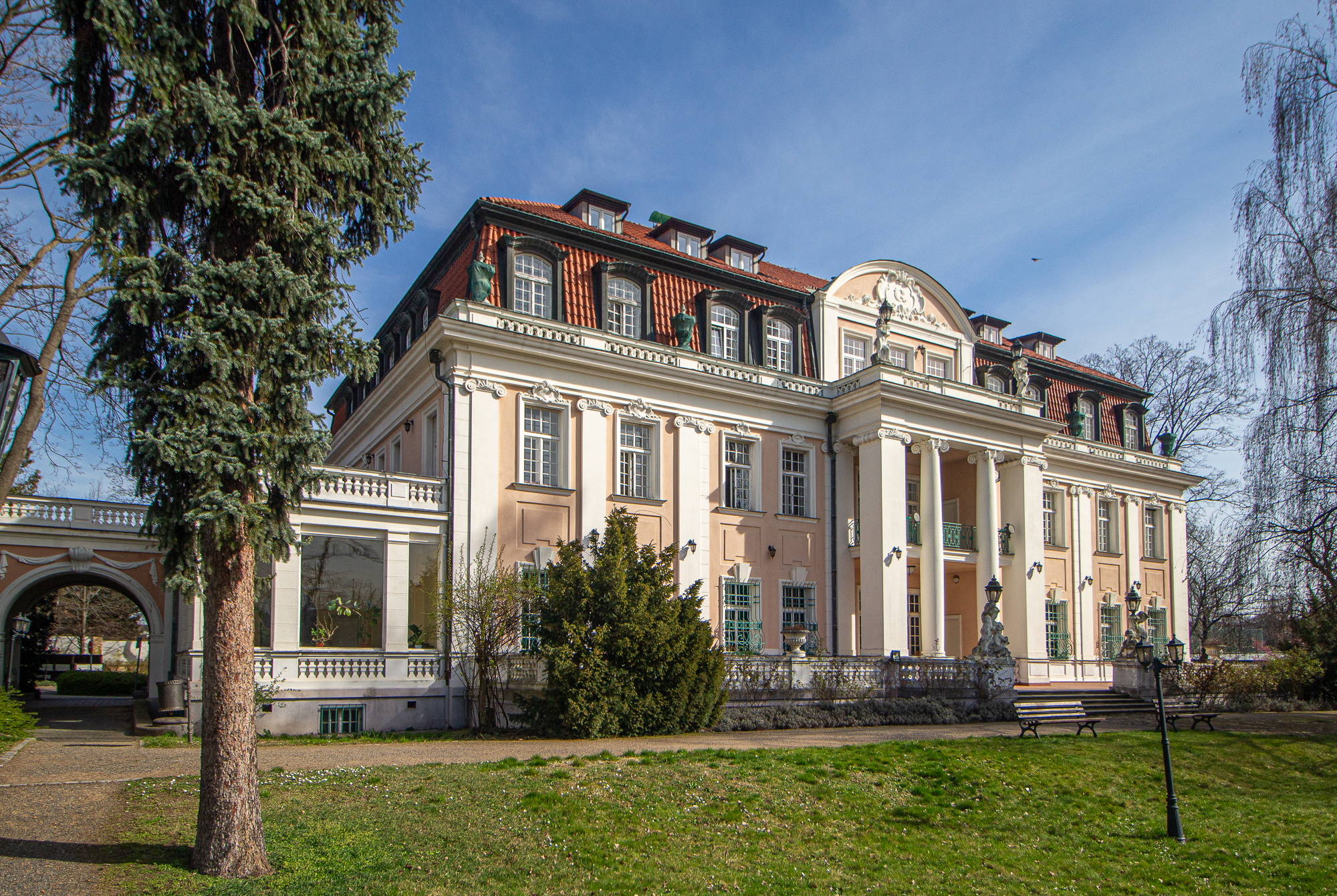
Grabova vila

Hermann Grab, celým jménem Hermann Grab rytíř z Hermannswörthu (6. května 1903 Praha – 2. srpna 1949 New York), byl česko-německý klavírní virtuos pražského původu, německy píšící spisovatel a právník z židovské rodiny, římskokatolického vyznání.

## Život

### Rodina
Rod Grabů patří k nejstarším česko-německým židovským rodům. Jejich rodina vybudovala v druhé polovině 19. století v pražské Libni na Pelc-Tyrolce v okolí usedlosti Košinky největší rakousko-uherskou továrnu na voskované a pogumované plátno, tapety a barviva i s malou obytnou čtvrtí. Firma Synové Moritze Graba (M. Grab Söhne) brzy expandovala také do Brna, Liberce a Vídně a v dalších městech měla své sklady. Grabové založili pro své zaměstnance důchodový fond, zřejmě první nadaci toho druhu v celé monarchii.
Hermannův dědeček Hermann starší (1843-1900) byl původní profesí lakýrník a přišel z Drahelčic do Libně se svým otcem Moisesem Moritzem (1812-1895) a dvěma bratry Danielem a Emanuelem. Syn Hugo Grab (1872-1937) v rodinné továrně nejprve pracoval jako technik, než dostudoval na pražské univerzitě filozofii a oženil se s Elly (1882-1941), dcerou velkoprůmyslníka Maxmiliána Blocha. Za první republiky nadále zůstával podílníkem firmy. Hermann mladší byl jejich prvorozený syn, jeho bratr Leo byl o pět let mladší. Rodina byla za zásluhy o rozvoj průmyslu, kulturní mecenášství, humanitární a další zásluhy císařem Františkem Josefem I. povýšena do rytířského stavu. 
Hermannův otec Hugo Grab nechal v roce 1929 přestavět stavení sousedící s vilou Košinka na reprezentativní rodinnou vilu, kde se Hermann setkával např. s tchánem své sestřenice Richardem Straussem či svými přáteli: filosofem Theodorem Adornem, Maxem Brodem či Klausem Mannem.

### Mládí
Jeho rodiče byli formálně židé israelitského vyznání a německé národnosti. Hermann a jeho bratr Leo byli vychováni a vzděláni jako Němci a římští katolíci, v roce 1919 se dali pokřtít. Hermann studoval německé piaristické gymnázium v Praze Na příkopech a už jako dítě projevoval hudební nadání. Poté odešel studovat na univerzity do Berlína, Vídně, Heidelbergu (doktorát z filozofie) a zpátky do Prahy, kde získal roku 1928 doktorát na právnické fakultě německé univerzity. Celou dobu během studií se věnoval hře na klavír.

### Kariéra
V letech 1932–38 přispíval do německojazyčného časopisu Bohemia a působil jako hudební redaktor Prager Montagsblattu. Zde také v roce 1934 vyšla jeho první povídka, o rok později vydal svou první knihu – Městské sady. Pro toto dílo mu bývá přezdíváno "pražský Proust". V psaní i nadále pokračoval a na konci února 1939 mu bratr Leo, který po Mnichovu se svou rodinou prozíravě emigroval do Paříže, vyjednal klavírní turné po Francii, odkud pak bezmocně sledoval i březnovou okupaci zbytku ČSR. Matka Elly byla deportována do ghetta v Lodži, kde roku 1941 zahynula .
Když Německo obsadilo i sever Francie a jižní Francii ovládl Vichistický režim, musel Hermann Grab z Hermannswörthu i tento azyl narychlo opustit; v Paříži zanechal cennou sbírku hudebních nástrojů i veškeré své dosud nevydané literární dílo. Přes Španělsko a Portugalsko emigroval do USA. Od roku 1941 v New Yorku vyučoval hře na klavír na Mannes College of Music, o rok později se oženil s učitelkou hudby Blankou Kotikovou (1905–2006). Po konci války Hermannovi zdravotní komplikace nedovolily návrat do vlasti a v roce 1946 mu lékaři diagnostikovali rakovinu, jíž po třech letech nakonec podlehl.
Posmrtně vyšla sbírka jeho povídek Svatba v Brooklynu, které ještě za svého života uspořádal, ale již nestačil vydat.

## Dílo
- Der Stadtpark (Městské sady), román vydaný v Praze roku 1935. Život v předválečné Praze očima teenagera.
- Hochzeit in Brooklyn (Svatba v Brooklynu), sbírka povídek napsaných během 40. let vydaná posmrtně ve Vídni v roce 1957. Děj povídek se odehrává v Praze, New Yorku a Lisabonu.